# Grande Prêmio da Suíça de 1951
Resultados do Grande Prêmio da Suíça de Fórmula 1 realizado em Bremgarten à 27 de maio de 1951. Etapa de abertura da temporada, nele o vencedor foi o argentino Juan Manuel Fangio.

## Classificação da prova
| Pos. | Nº | Piloto                | Construtor         | Voltas | Tempo/Diferença        | Grid | Pontos |
| ---- | -- | --------------------- | ------------------ | ------ | ---------------------- | ---- | ------ |
| 1    | 24 | Juan Manuel Fangio    | Alfa Romeo         | 42     | 2:07:53.64             | 1    | 9      |
| 2    | 44 | Piero Taruffi         | Ferrari            | 42     | + 55.24                | 6    | 6      |
| 3    | 22 | Giuseppe Farina       | Alfa Romeo         | 42     | + 1:19.31              | 2    | 4      |
| 4    | 28 | Consalvo Sanesi       | Alfa Romeo         | 41     | + 1 volta              | 4    | 3      |
| 5    | 26 | Toulo de Graffenried  | Alfa Romeo         | 40     | + 2 voltas             | 5    | 2      |
| 6    | 20 | Alberto Ascari        | Ferrari            | 40     | + 2 voltas             | 7    |        |
| 7    | 30 | Louis Chiron          | Maserati           | 40     | + 2 voltas             | 19   |        |
| 8    | 14 | Stirling Moss         | HWM-Alta           | 40     | + 2 voltas             | 14   |        |
| 9    | 8  | Louis Rosier          | Talbot-Lago-Talbot | 39     | + 3 voltas             | 8    |        |
| 10   | 4  | Philippe Étancelin    | Talbot-Lago-Talbot | 39     | + 3 voltas             | 12   |        |
| 11   | 38 | Rudi Fischer          | Ferrari            | 39     | + 3 voltas             | 10   |        |
| 12   | 32 | Harry Schell          | Maserati           | 38     | + 4 voltas             | 17   |        |
| 13   | 2  | Johnny Claes          | Talbot-Lago-Talbot | 35     | + 7 voltas             | 18   |        |
| 14   | 40 | Guy Mairesse          | Talbot-Lago-Talbot | 31     | + 11 voltas            | 21   |        |
| Ret  | 16 | Peter Whitehead       | Ferrari            | 36     | Acidente               | 9    |        |
| Ret  | 10 | Henri Louveau         | Talbot-Lago-Talbot | 30     | Acidente               | 11   |        |
| Ret  | 12 | George Abecassis      | HWM-Alta           | 23     | Magneto                | 20   |        |
| Ret  | 6  | Yves Giraud-Cabantous | Talbot-Lago-Talbot | 14     | Ignição                | 15   |        |
| Ret  | 18 | Luigi Villoresi       | Ferrari            | 12     | Acidente               | 3    |        |
| Ret  | 42 | José Froilán González | Talbot-Lago-Talbot | 10     | Bomba de óleo          | 13   |        |
| Ret  | 52 | Peter Hirt            | Veritas            | 0      | Sistema de combustível | 16   |        |

## Tabela do campeonato após a corrida
Classificação do mundial de pilotos
| Pos. | Piloto               | Pontos |
| ---- | -------------------- | ------ |
| 1    | Juan Manuel Fangio   | 9      |
| 2    | Piero Taruffi        | 6      |
| 3    | Giuseppe Farina      | 4      |
| 4    | Consalvo Sanesi      | 3      |
| 5    | Toulo de Graffenried | 2      |

- Nota: Somente as primeiras cinco posições estão listadas. Entre 1950 e 1953 cada piloto podia computar quatro resultados válidos por temporada havendo divisão de pontos em caso de monopostos compartilhados.